# Ruggero Oddi

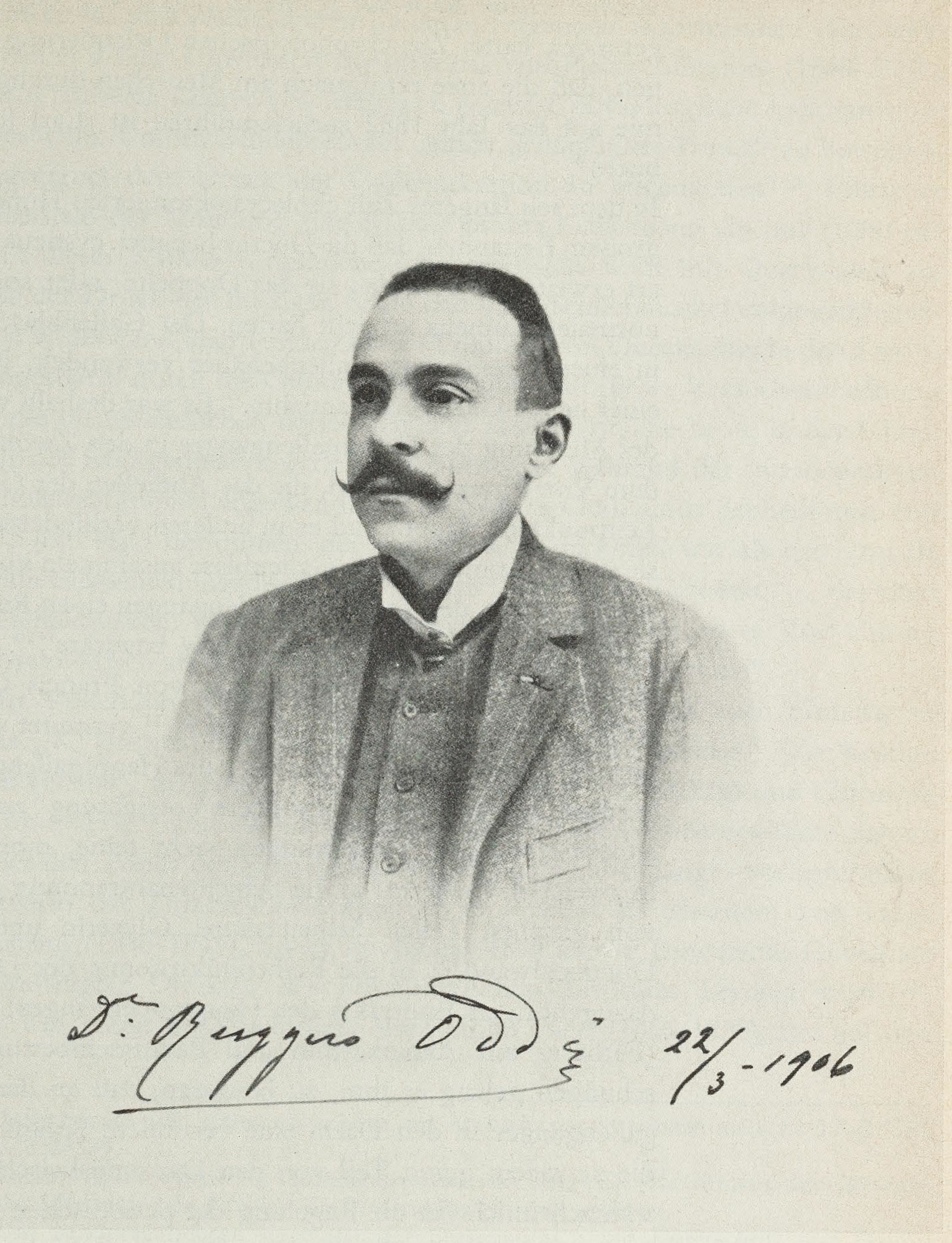
Ruggero Oddi

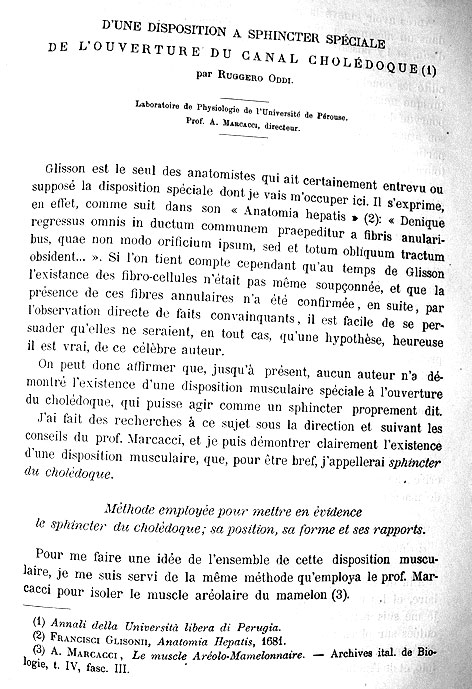
Pierwsza strona artykułu Oddiego z 1887 roku

Ruggero Ferdinando Antonio Vincenzo Oddi (ur. 20 lipca 1864 w Perugii, zm. 22 marca 1913 w Tunisie) – włoski lekarz, chirurg, fizjolog i anatom. Opisał zwieracz Oddiego.

## Życiorys
Urodził się 20 lipca 1864 w Perugii, jako syn Filippo Oddiego i Pampaglini Zelinda. Studiował na Uniwersytecie w Perugii i jeszcze jako student czwartego roku dokonał swojego największego odkrycia – opisał budowę i rolę zwieracza pęcherzyka żółciowego. Był asystentem Luigiego Lucianiego w Instytucie Fizjologicznym we Florencji. W styczniu 1894 w wieku 29 lat objął katedrę fizjologii Uniwersytetu w Genewie. W kwietniu 1900 stracił jednak posadę z powodu uzależnienia od kokainy. W 1901 roku wyjechał w ramach trzyletniego kontraktu do Wolnego Państwa Kongo jako medyk drugiej klasy. Tam jednak zachorował i w czerwcu następnego roku wrócił do Belgii.
Żonaty od 15 października 1891 z Teresą Bresciani Bartoli, ojciec Adelaide (ur. 1892) i Enrico (ur. 1893). Zmarł 22 marca 1913 w Tunisie; przyczyna jego śmierci i miejsce pochówku są nieznane.

## Prace
- Di una special disposizione q sfintere allo sbocco del coledoco. Annali dell' Università Libera di Perugia, 1886-1887; 2, volume 1, Facoltà medico-chirurgica, 249-164 and pl. IX.
- Effeti dell'estirpazione della cistifellea. Bullettino delle scienze mediche 6th series, nr. 21: 194-202 (1888)
- Sulla tonicità dello sfintere del coledoco. Archivio par le scienze mediche 12: 333-339 (1888)
- Sul centro spinale dello sfintere del coledoco. Sperimentale, sec. biologica, Florence, 1894; 48: 180-191.
- Sulla esistenza di speciali gangli nervosi in prosssimità dello sfintere del coledoco. Monitore zoologico italiano 5: 216-216, and pl. IV (1894)
- Ueber das Vorkommen von Chondroitinschwefelsäure in der Amyloidleber. Archiv für experimentelle Patholgie und Pharmakologie 33: 376-388 (1894)
- Sulla fisio-patologia delle vie biliari. Conferenze cliniche italiane dirette dal Prof. Achille de Giovanni . . . 1st ser. (I. Milano, n.d.), 77-124
- L'inibizione dal punto di vista fisio-patologico, psicologico e sociale. Torino, 1898.
- Gli alimenti e la loro funzione nella economica dell'organismo individuale e sociale. Torino, 1902